# Ericeia kofintjiensis
Ericeia kofintjiensis är en fjärilsart som beskrevs av Louis Beethoven Prout 1928. Ericeia kofintjiensis ingår i släktet Ericeia och familjen nattflyn. Inga underarter finns listade i Catalogue of Life.